# Езје
Езје (фр. Aizier) насеље је и општина у северној Француској у региону Горња Нормандија, у департману Ер која припада префектури Берне.
По подацима из 2011. године у општини је живело 132 становника, а густина насељености је износила 55,93 становника/km². Општина се простире на површини од 2,36 km². Налази се на средњој надморској висини од 27 метара (максималној 117 m, а минималној 0 m).

## Демографија
| 1962. | 1968. | 1975. | 1982. | 1990. | 1999. | 2011. |
| ----- | ----- | ----- | ----- | ----- | ----- | ----- |
| 108   | 112   | 104   | 117   | 113   | 127   | 132   |

График промене броја становника у току последњих година